# Canton de Vailly-sur-Aisne
Le canton de Vailly-sur-Aisne est une ancienne division administrative française située dans le département de l'Aisne et la région Picardie.

## Géographie
Ce canton a été organisé autour de Vailly-sur-Aisne dans l'arrondissement de Soissons. Son altitude varie de 39 m (Bucy-le-Long) à 198 m (Filain) pour une altitude moyenne de 94 m.

## Histoire

### Révolution française

Carte du canton de Vailly-sur-Aisne en 1790.

Le canton de Vailly est créé le 18 février 1790 sous la Révolution française,.
Le canton a compté vingt communes avec Vailly pour chef-lieu au moment de sa création : Aizy, Allemant, Celles-sur-Aisne, Chavignon, Chavonne, Condé-sur-Aisne, Cys-la-Commune, Filain, Jouy, Nanteuil-la-Fosse, Ostel, Pargny-Filain, Pont-Arcy, Presles-et-Boves, Saint-Mard, Sancy-les-Cheminots, Soupir, Vailly, Vaudesson et Viel-Arcy. Il est une subdivision du district de Soissons qui disparait le 5 fructidor An III (22 août 1795). Le canton ne subit aucune modification dans sa composition communale pendant cette période.
Lors de la création des arrondissements par la loi du 28 pluviôse an VIII (17 février 1800), le canton de Vailly est rattaché à l'arrondissement de Soissons.

### 1801-2015
L'arrêté du 3 vendémiaire an X (25 septembre 1801) entraine un redécoupage du canton de Vailly qui est conservé et agrandi. Onze communes du canton de Bucy (Braye, Bucy, Chivres, Clamecy, Laffaux, Margival, Missy-sur-Aisne, Neuville-sur-Margival, Terny-Sorny, Vregny et Vuillery) intègrent le canton tandis que quatre communes (Cys-la-Commune, Presles-et-Boves, Saint-Mard et Viel-Arcy) sont détachées pour rejoindre le canton de Braisne. À la suite de cette recomposition, la composition communale du canton est de 27 communes.
En 1921, la commune de Chivres prend le nom de Chivres-Val. En 1956, la commune de Vailly, chef-lieu du canton, est renommée Vailly-sur-Aisne. Le canton prend également le nom de canton de Vailly-sur-Aisne avec ce changement de nom. Par arrêté préfectoral du 24 février 1972, les communes d'Aizy et de Jouy fusionnent, le 25 février 1972, pour former la commune d'Aizy-Jouy. La composition communale du canton passe de 27 à 26 communes. Sa composition n'a pas évolué depuis cette date. Le canton est composé de 26 communes avant mars 2015.

### Redécoupage de 2015
Un nouveau découpage territorial de l'Aisne entre en vigueur en mars 2015, défini par le décret du 21 février 2014, en application des lois du 17 mai 2013 (loi organique 2013-402 et loi 2013-403). Les conseillers départementaux sont, à compter de ces élections, élus au scrutin majoritaire binominal mixte. Les électeurs de chaque canton élisent au Conseil départemental, nouvelle appellation du Conseil général, deux membres de sexe différent, qui se présentent en binôme de candidats. Les conseillers départementaux sont élus pour 6 ans au scrutin binominal majoritaire à deux tours, l'accès au second tour nécessitant 12,5 % des inscrits au 1er tour. En outre la totalité des conseillers départementaux est renouvelée. Ce nouveau mode de scrutin nécessite un redécoupage des cantons dont le nombre est divisé par deux avec arrondi à l'unité impaire supérieure. Dans l'Aisne, le nombre de cantons passe ainsi de 42 à 21. Le canton de Vailly-sur-Aisne ne fait pas partie des cantons conservés du département. 
Le canton disparait lors des élections départementales de mars 2015. L'ensemble des communes du canton est regroupée avec celui de Fère-en-Tardenois sauf Vregny, rejoignant le nouveau canton de Soissons-1.

## Administration

### Conseillers généraux de 1833 à 2015
| Période | Période          | Identité                     | Étiquette             | Qualité |
| ------- | ---------------- | ---------------------------- | --------------------- | --- |
| 1833    | 1870             | Maurice Houssart             |                       | Notaire royal, propriétaire, juge de paix, maire de Vailly-sur-Aisne                                                 |
| 1870    | 1910 (décès)     | Alexandre Legry (1826-1910)  | Conservateur          | Maire de Vailly-sur-Aisne                                                                                            |
| 1910    | 1919             | Émile Magniaudé              | Rad.                  | Industriel (fabricant de tissu) à Condé-sur-Aisne Député (1898-1919)                                                 |
| 1919    | 1940             | Maurice Loire                | Rad.                  | Notaire Conseiller municipal de Vailly-sur-Aisne                                                                     |
|         |                  |                              |                       | |
| 1943    | 1945             | Paul Marandon (1886-1951)    |                       | Avoué à Soissons Président de la délégation spéciale de Neuville-sur-Margival Nommé conseiller départemental en 1943 |
|         |                  |                              |                       | |
| 1945    | 1949             | Hervé Delcelier              | SFIO                  | Géomètre, maire de Vailly-sur-Aisne (1944-1947)                                                                      |
| 1949    | 1979             | Pierre Gourmain (1907-1992)  | Rad. puis CD puis DVD | Garagiste, conseiller municipal puis maire de Vailly-sur-Aisne Suppléant du député Gilbert Devèze (1958-1962)        |
| 1979    | 1990 (démission) | Raymond Sudolski (1943-2009) | PS                    | Agent de maîtrise, maire de Clamecy (1977-1983)                                                                      |
| 1990    | 2015             | Annick Venet                 | DVD                   | Infirmière, maire de Vailly-sur-Aisne (1995-2014) Ancienne Présidente de la Communauté de Communes du Val de l'Aisne |

### Conseillers d'arrondissement (de 1833 à 1940)
| Période                                  | Période      | Identité                           | Étiquette | Qualité |
| ---------------------------------------- | ------------ | ---------------------------------- | --------- | --- |
| 1833                                     | 1839         | Pierre Denis Ferté                 |           | Maire de Vregny                                                                                             |
| 1839                                     | 1848         | Antoine Bernard Hubert (1783-1874) |           | Propriétaire cultivateur à Soupir et à Vailly                                                               |
|                                          |              |                                    |           | |
| 1907                                     | 1910 (décès) | Jules Thinot                       |           | Maire puis conseiller municipal de Missy-sur-Aisne                                                          |
| 1910                                     | 1931 (décès) | Jules Bouteille (1859-1931)        | Radical   | Maire de Chavignon                                                                                          |
| 1931                                     | 1940         | Lucien Lemoine (1899-1981)         | Radical   | Instituteur, maire de Chavignon                                                                             |
| 1940                                     |              |                                    |           | Les conseils d'arrondissement ont été suspendus par la loi du 12 octobre 1940 et n'ont jamais été réactivés |
| Les données manquantes sont à compléter. |              |                                    |           | |

## Composition
Le canton de Vailly-sur-Aisne a groupé 26 communes et a compté 10 170 habitants en 2012.
| Code Insee | Nom                          | Superficie (km2) | Population (hab.) | Densité (hab./km2) |
| ---------- | ---------------------------- | ---------------- | ----------------- | ------------------ |
| 02758      | Vailly-sur-Aisne (Chef-lieu) | 9,97             | 2 055             | 206,12             |
| 02008      | Aizy-Jouy                    | 14,63            | 298               | 20,37              |
| 02010      | Allemant                     | 5,13             | 176               | 34,31              |
| 02118      | Braye                        | 1,34             | 119               | 88,81              |
| 02131      | Bucy-le-Long                 | 12,86            | 1 926             | 149,77             |
| 02148      | Celles-sur-Aisne             | 6,16             | 256               | 41,56              |
| 02174      | Chavignon                    | 11,55            | 787               | 68,14              |
| 02176      | Chavonne                     | 3,62             | 196               | 54,14              |
| 02190      | Chivres-Val                  | 5,54             | 586               | 105,78             |
| 02198      | Clamecy                      | 3,40             | 222               | 65,29              |
| 02210      | Condé-sur-Aisne              | 3,73             | 402               | 107,77             |
| 02311      | Filain                       | 4,78             | 133               | 27,82              |
| 02400      | Laffaux                      | 6,76             | 148               | 21,89              |
| 02464      | Margival                     | 5,47             | 353               | 64,53              |
| 02487      | Missy-sur-Aisne              | 3,25             | 672               | 206,77             |
| 02537      | Nanteuil-la-Fosse            | 7,36             | 166               | 22,55              |
| 02551      | Neuville-sur-Margival        | 3,65             | 127               | 34,79              |
| 02577      | Ostel                        | 9,10             | 80                | 8,79               |
| 02589      | Pargny-Filain                | 5,01             | 245               | 48,9               |
| 02612      | Pont-Arcy                    | 3,18             | 129               | 40,57              |
| 02698      | Sancy-les-Cheminots          | 4,53             | 107               | 23,62              |
| 02730      | Soupir                       | 10,20            | 288               | 28,24              |
| 02739      | Terny-Sorny                  | 7,07             | 314               | 44,41              |
| 02766      | Vaudesson                    | 8,42             | 257               | 30,52              |
| 02828      | Vregny                       | 4,50             | 89                | 19,78              |
| 02829      | Vuillery                     | 1,09             | 39                | 35,78              |

## Démographie
| 1962  | 1968  | 1975  | 1982  | 1990  | 1999  | 2006   | 2007   | 2008   |
| ----- | ----- | ----- | ----- | ----- | ----- | ------ | ------ | ------ |
| 7 599 | 7 932 | 8 217 | 8 634 | 9 389 | 9 777 | 10 006 | 10 038 | 10 071 |

| 2009   | 2010   | 2011   | 2012   | - | - | - | - | - |
| ------ | ------ | ------ | ------ | - | - | - | - | - |
| 10 124 | 10 158 | 10 163 | 10 170 | - | - | - | - | - |